# Кириковская волость (Ахтырский уезд)
Кириковская во́лость — историческая административно-территориальная единица Ахтырского уезда Харьковской губернии с волостным правлением в слободе Кириковке.
По состоянию на 1885 год состояла из 9 поселений, 13 сельских общин. Население — 7505 человек (3939 человек мужского пола и 3966 — женского), 1473 дворовых хозяйства.
|                       | Площадь | В том числе пахотной |
| --------------------- | ------- | -------------------- |
| Сельских общин        | 11264   | 6785                 |
| Частной собственности | 9108    | 3021                 |
| Другой собственности  | 1899    | 287                  |
| В целом               | 22271   | 10093                |

### Основные поселения волости[1]
- Кириковка — бывшая государственная слобода при реке Ворскле в 20 верстах от уездного города Ахтырки. В слободе волостное правление, 513 дворов, 2695 жителей, православная церковь, школа, земская станция, 2 лавки, базар, 4 ярмарки. В 3 верстах — свеклосахарный завод. В 8 верстах — кирпичный завод. В 12 верстах — кирпичный завод. В 2 верстах — железнодорожная станция Ахтырка.
- Бакировка — бывшая государственная слобода при реке Ворскле, 150 дворов, 691 житель, православная церковь.
- Березовка (Николаевка) — бывшая владельческая деревня при реке Ворсклице, 49 дворов, 352 жителя, винокуренный завод.
- Каменецкое — бывшее государственное село, 160 дворов, 828 жителей, православная церковь.
- Каменка — бывшее владельческое село. В селе 217 дворов, 1220 жителей, православная церковь, школа.
- Литовка — бывшая государственная деревня при реке Ворскле, 148 дворов, 782 жителя.
- Янков Рог — бывшее владельческое село при реке Ворскле. В селе 130 дворов, 596 жителей, православная церковь, лавка.

### Храмы волости[2]
- Архангело-Михайловская церковь в слободе Кириковке (построена в 1853 году[3])
- Вознесенская церковь в селе Каменецком (построена в 1849 году[3])
- Иоанно-Богословская церковь в селе Янковом Роге (построена в 1796 году[3])
- Рождество-Богородичная церковь в селе Каменке (построена в 1800 году[3])
- Церковь Параскевы-Пятницы в слободе Бакировке (построена в 1891 году[3])